# قابط
القابط (الاسم العلمي: Rhabdosargus)، جنس أسماك بحرية من فصيلة الأسبورية.

## الأنواع
يوجد حاليًا 6 أنواع معترف بها في هذا الجنس:
- Rhabdosargus globiceps اشيل فالنسيان, 1830 (White stumpnose)
- Rhabdosargus haffara بيتر فورسكول, 1775 (Haffara seabream)
- Rhabdosargus holubi Steindachner, 1881 (Cape stumpnose)
- Rhabdosargus niger F. Tanaka & Iwatsuki, 2013 (Blackish stumpnose) [1]
- عريض (سمك) بيتر فورسكول, 1775 (Goldlined seabream)
- Rhabdosargus thorpei M. M. Smith, 1979 (Bigeye stumpnose)